# 莫頓尼湖
莫頓尼湖（英語：Moutonnee Lake）是南極洲的湖泊，位於亞歷山大一世島東岸，處於阿布萊申角以南7公里，由英國南極名稱諮詢委員會命名，現時由南極條約體系管理。